# 布盧姆菲爾德 (新墨西哥州)
布盧姆菲爾德（英語：Bloomfield）是一個位於美國新墨西哥州聖胡安縣的城市。

## 人口
根據2020年美國人口普查的數據，布盧姆菲爾德的面積為48.15平方千米，當中陸地面積為48.04平方千米，而水域面積為0.11平方千米。當地共有人口7421人，而人口密度為每平方千米154人。